# 仙台万華鏡美術館
仙台万華鏡美術館（せんだいまんげきょうびじゅつかん）は、宮城県仙台市太白区にある美術館。

## 概要
宮城県道・山形県道62号仙台山寺線沿いにある、世界で初となる万華鏡の美術館である。季節ごとに展示替えされる万華鏡の他、陶芸家であり仙台万華鏡美術館名誉館長でもある辻輝子の作品も展示されている。万華鏡の手作り体験も行っている。

## 館内概要
- 1階
- 2階
  - 万華鏡 第一展示室
  - 万華鏡 第二展示室
  - 万華鏡 第三展示室
  - 第4展示室 辻輝子ギャラリー
- 3階
  - 第5展示室 辻輝子ギャラリー

## 利用案内
- 開館時間 9:30 - 17:00 (入館は16時30分まで)
- 入館料 　 
  - 一般・大学生  900
  - 70歳以上・小人　450
    - 団体料金：720（20名以上）
- 身体障害者手帳、療育手帳、精神障害者保健福祉手帳持参の方は本人のみ割引あり。

- 休館日
  - 3月 - 12月：なし
  - 1月 - 2月：毎週木曜日

- アクセス
  - 車
    - JR東日本仙台駅から青葉山トンネル経由で約30分。
    - 東北自動車道仙台宮城I.C.から国道48号経由で約20分。
    - 東北自動車道仙台南I.C.から国道286号経由で約15分。
    - 山形自動車道宮城川崎I.C.から国道286号経由で約25分。
    - 仙台南部道路山田I.C.から国道286号経由で約20分。
    - 仙台空港から約45分。

  - 路線バス
    - 仙台駅前より宮城交通バス「秋保温泉行き」乗車→松場バス停下車すぐ。

## 周辺
- 秋保温泉
- 名取川